# Bendis aemylia
Bendis aemylia är en fjärilsart som beskrevs av Druce 1890. Bendis aemylia ingår i släktet Bendis och familjen nattflyn. Inga underarter finns listade i Catalogue of Life.